# Střecha

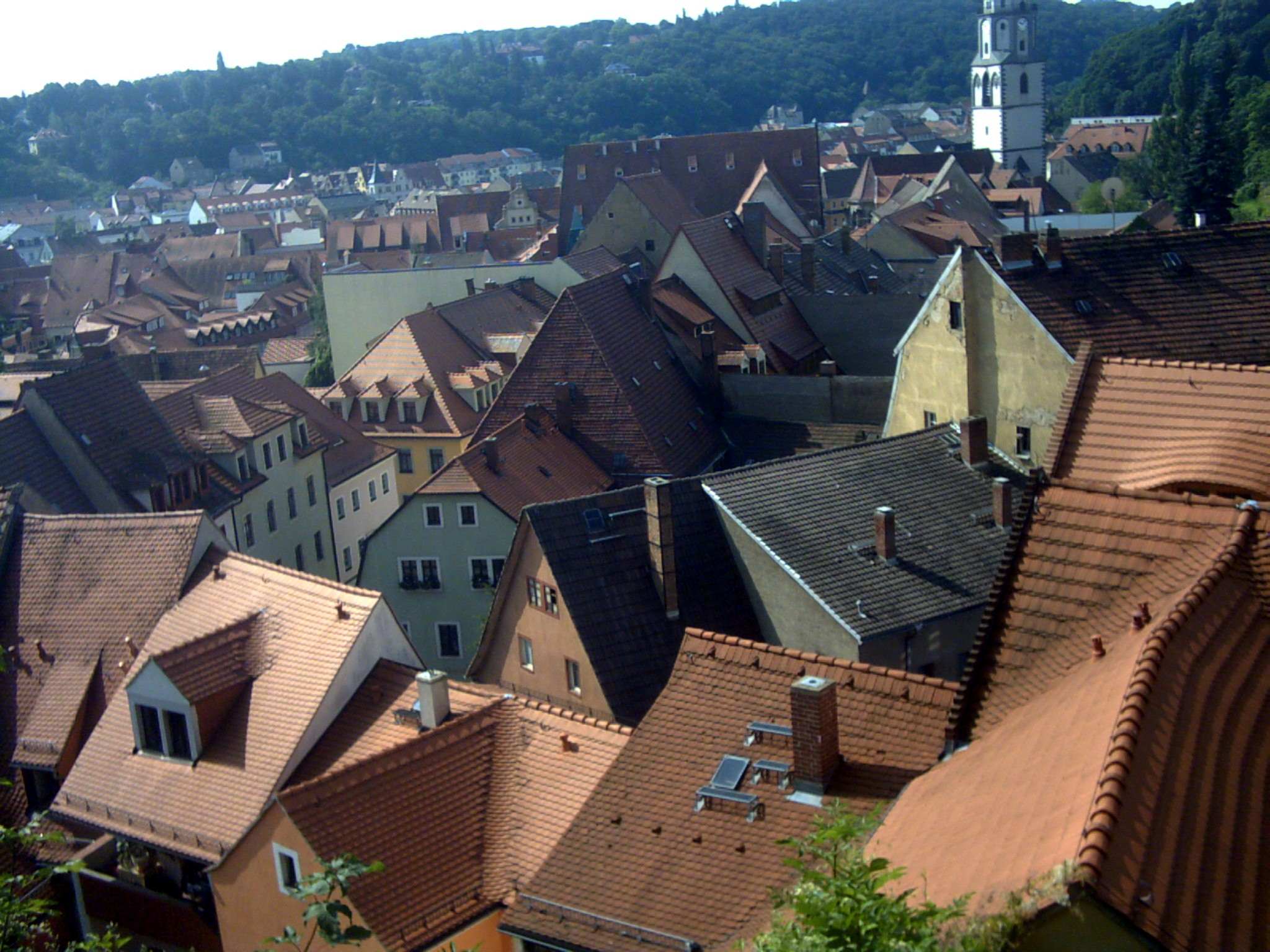
Panorama střech v německé Míšni

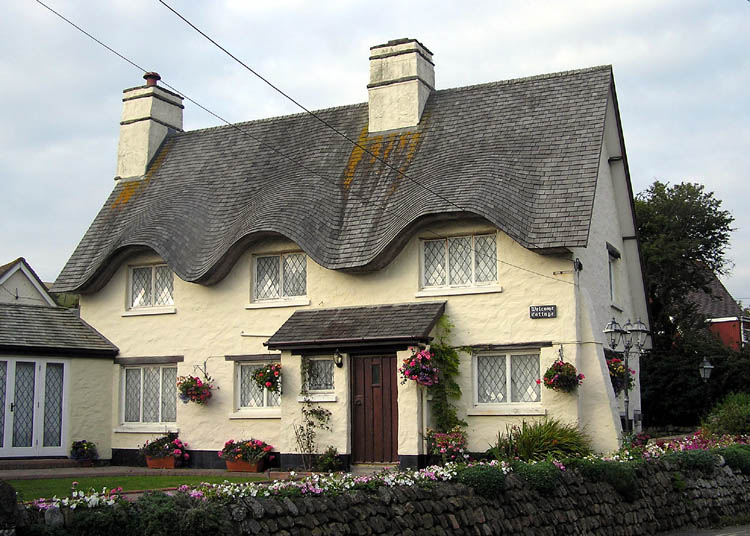
Střecha s imitací šindele v obci Croyde, Devon, Anglie

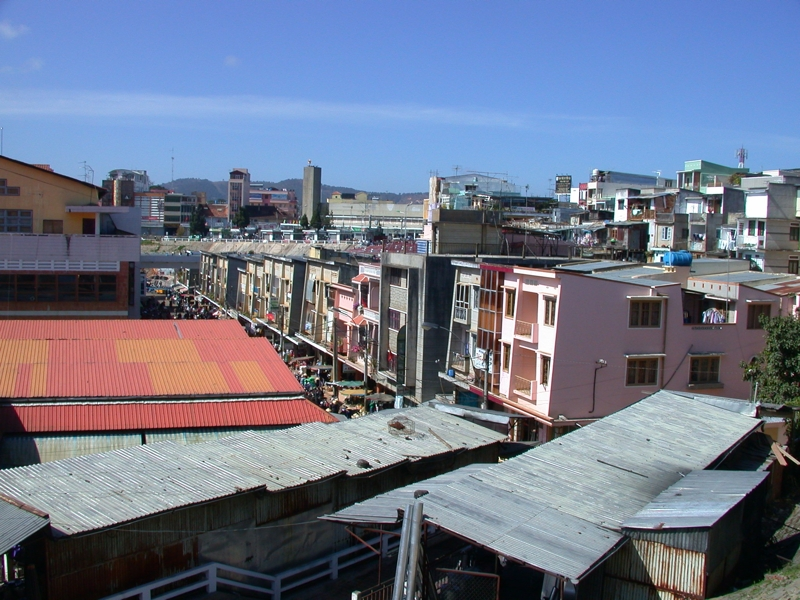
Střechy ve vietnamském městě Da Lat

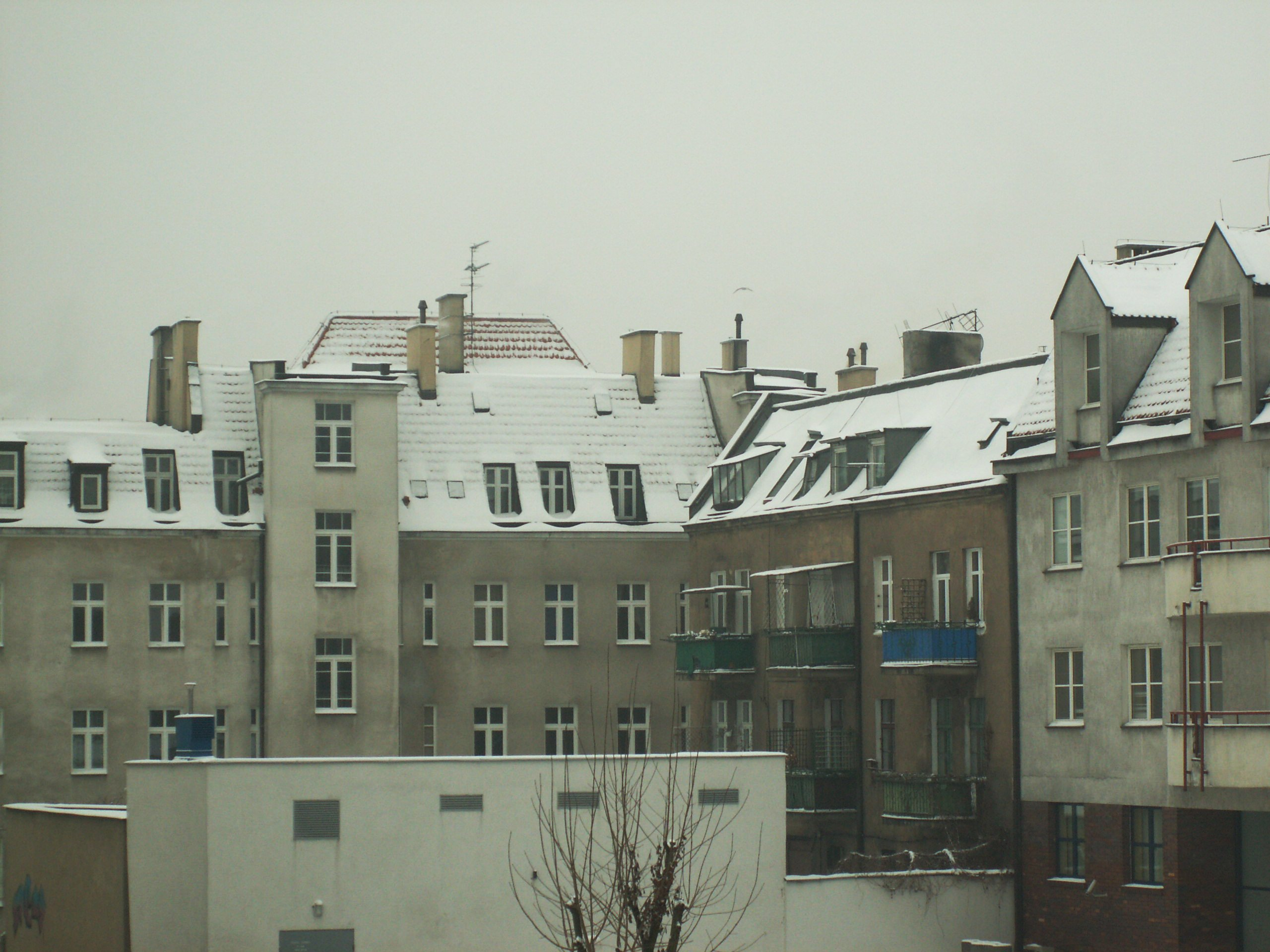
Zasněžené střechy v polské Poznani

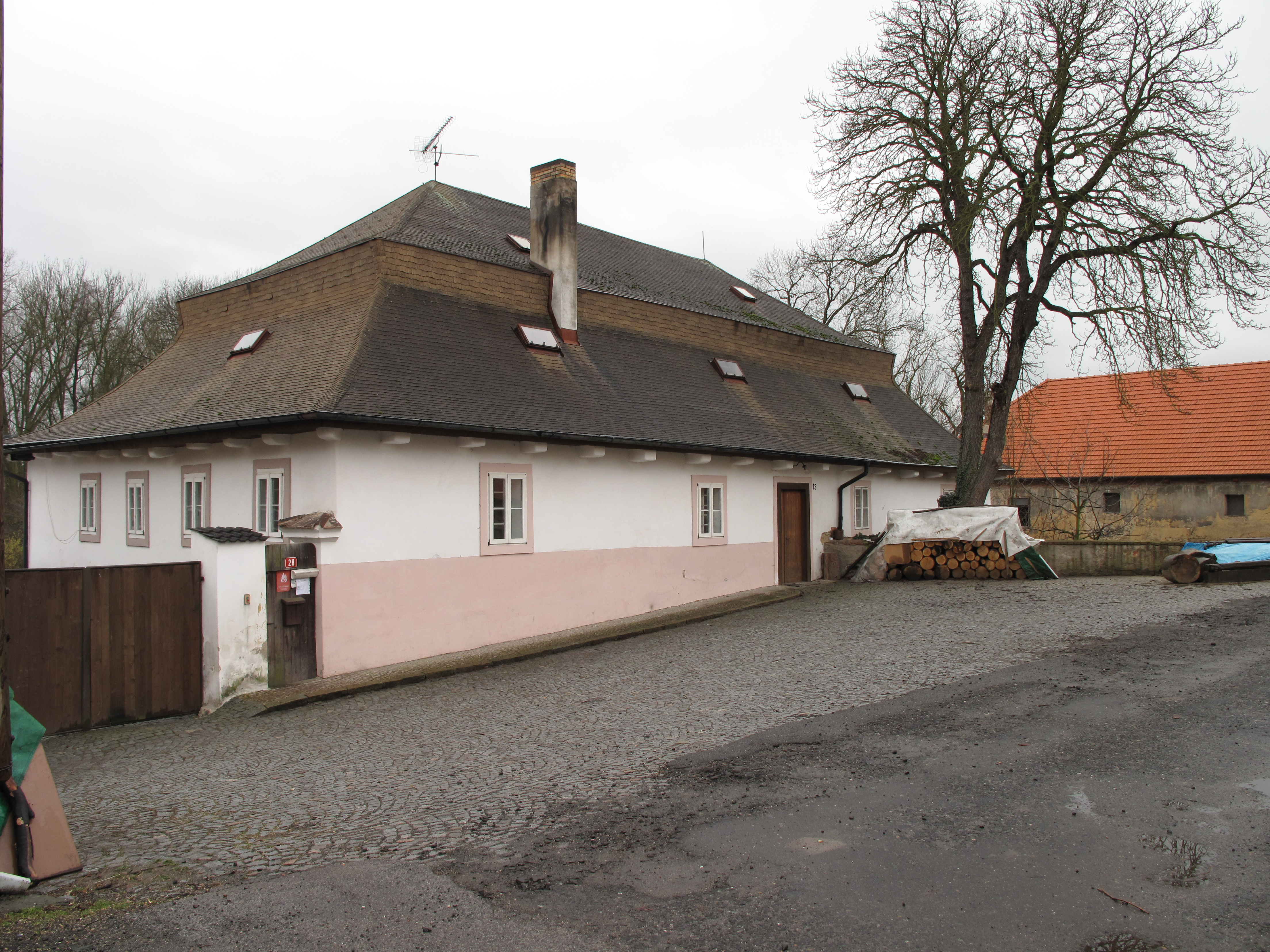
Košátky, dům s mansardo-valbovou střechou u zámku

Střecha je stavební konstrukce, která ukončuje stavbu shora a chrání ji proti povětrnostním vlivům. Též odvádí vodu a brání jí v nahromadění. Skládá se z nosné konstrukce (např. krov) a střešní krytiny. Střechy se v zásadě rozdělují na ploché a sklonité (šikmé a strmé), také na zateplené a nezateplené.
Tvar a celkové provedení střechy závisí převážně na místních klimatických podmínkách. V tropických a subtropických oblastech se například tradičně častěji uplatňují střechy ploché; oproti tomu v mírných a chladných podnebných pásech jsou běžnější střechy šikmé.

## Funkce střechy
Hlavní funkcí střechy je chránit prostor pod sebou před povětrnostními vlivy (deštěm, sněhem, větrem, slunečním zářením apod.). V závislosti na typu prostoru, který střecha uzavírá, jsou na její provedení kladeny různé požadavky. Může jít v zásadě buď o uzavřený vnitřní prostor (obytný dům, veřejná budova; střecha zateplená) či prostor otevřený (přístřešek, čekárna, nástupiště, kryté parkoviště; střecha nezateplená). Obecně tedy platí, že střechy uzavřených budov musí splňovat přísnější požadavky na izolaci.
Každá střecha má za úkol odvádět vodu z horní části stavby a bránit jejímu nahromadění, jež by mohlo postupně konstrukci stavby poškodit zatékáním či růstem dřevokazných hub a plísní. V podnebných oblastech s častým sněžením musí být konstrukce střechy dostatečně pevná, aby váhu ležícího sněhu unesla.
V současné době jsou na střechy v západním světě kladeny vysoké technické, funkční a nezřídka i estetické požadavky; ovšem v různých částech světa a v různých historických obdobích střechy vypadaly a vypadají různě. Příkladem velmi jednoduché a nenáročné střechy je kryt z palmového listí na domcích v tropických oblastech, kde střecha nemusí plnit výrazně izolační funkci a obydlí samo bývá velmi prosté.

### Izolace
Střecha budovy musí být náležitě izolována, aby poskytovala uživatelům budovy patřičnou ochranu před povětrnostními vlivy a z ní plynoucí určitou úroveň pohodlí. Jedná se především o vodotěsnost a izolaci tepelnou.
Vodotěsná může být sama střešní krytina, tedy nejsvrchnější vrstva střešní konstrukce; často však bývá doplněna samostatnou vodotěsnou vrstvou v podobě fólie, asfaltového pásu či stěrky. Krytiny sklonitých střech musí zejména dobře odvádět vodu a sníh. Zvláště u plochých střech je třeba věnovat vodotěsnosti a odvodňování zvýšenou pozornost (typickým příkladem špatně provedených plochých střech jsou československé panelové domy).
Neméně důležité jsou tepelně izolační vlastnosti střechy. V mírném podnebném pásu střecha plní dvě hlavní tepelně izolační funkce: brání v prochládání budovy v zimním období a naopak v jejím přehřívání v létě. Je dokázáno, že špatně izolující střechou uniká z budovy největší množství tepla. Z důvodu energetické úspornosti při vytápění proto závazné normy ve stavebnictví stanoví minimální tepelný odpor střešních konstrukcí pro různé typy budov.
Tepelná izolace jednoplášťových šikmých střech se zpravidla provádí v rámci krovu, mezi nejčastěji používané tepelně izolační materiály patří polystyren a minerální vlna. V ekologickém stavitelství se uplatňují též rozličné přírodní materiály, například ovčí vlna, starý papír či sláma.
- Izolace šikmých střech v úrovni stropů – izolace v šikmé střeše může podle svého umístění vytvářet „teplou“ nebo „studenou“ střechu. Pokud je položena v úrovni stropu pod nevytápěnou půdou hovoříme o „studené“ střeše. Výhodou tohoto řešení jsou relativně nízké náklady ve srovnání s provedením izolací v úrovni krokví a snadnost montáže zvláště v případě, kdy prostor bude nepřístupný a nepochozí. Ve většině případů není tloušťka izolace omezena konstrukčními nebo uživatelskými požadavky.

Instalace zateplení v úrovni stropu vyžaduje jen minimum odborných znalostí a souvisejících stavebních prací, proto může být bez problémů realizována svépomocí, zvláště u rodinných domků a rekreačních staveb.
- Rekonstrukce – Při rekonstrukci stávajících šikmých střech s izolací v úrovni stropu pod nevytápěnou půdou je třeba dosáhnout celkové tloušťky tepelně izolačních vrstev zhruba v rozmezí 150 mm – 350 mm.

V případech, kdy existuje stávající izolace, je obvykle umístěna mezi dřevěnými stropními trámy. Pokud je vyplněna celá výška trámů, přidáváme druhou, popřípadě i třetí vrstvu nad trámy. Jestliže stávající izolace nevyplňuje celou výšku trámů, je možno doplnit příslušnou vrstvu mezi trámy. Pokud stávající izolace vykazuje závady, např. netěsné osazení, spáry, sesednutí, pochybné tepelně izolační parametry atd., doporučuje se její odstranění a celkovou náhradu novou izolací.

### Střechy pochozí a pojízdné
Některé ploché střechy mohou zároveň sloužit jako prostor pro pohyb osob nebo vozidel (střechy pochozí či pojízdné). Jedná se často o střechy garáží, obchodních středisek, nádraží apod.; v technickém slova smyslu je střechou například i příkrov stanice podzemní dráhy (metra), u něhož je dopravní funkce často prvořadá.
Též střecha sklonitá (šikmá) někdy kromě funkce krytí prostoru slouží i dalším účelům, např. jako tribuna k sezení diváků na sportovištích. Takové střechy musí mít odpovídající konstrukční parametry, aby předpokládanou zátěž bez problémů unesly.

## Konstrukce střechy
Střecha se skládá z nosné střešní konstrukce a střešního pláště
- Nosná střešní konstrukce – je ta část střechy, která přenáší zatížení ze střešního pláště (stálé nebo nahodilé) do ostatních nosných částí domu a může plnit i funkci nosné vrstvy střešního pláště.
- Střešní plášť – je část střechy bez nosné střešní konstrukce, která chrání dům před vnějšími vlivy.

### Nosná střešní konstrukce
V případě šikmých střech rodinných domů tvoří hlavní nosnou konstrukci střešní dřevěný krov. U ploché střechy tuto funkci většinou plní stropní konstrukce stejného stavebního systému, ze kterého je dům postaven. V obou případech musí být konstrukce dimenzována tak, aby dokázala přenést trvalá zatížení – tzn. vlastní hmotnost a váhu střešní krytiny, tepelné izolace, hydroizolace a další. Dále musí bezpečně vydržet i nahodilá krátkodobá zatížení – sněhem nebo větrem.
Z hlediska použitého materiálu mohou být hlavní nosné konstrukce zastřešení dřevěné, železobetonové nebo ocelové. V případě rodinných domů jsou tyto konstrukce nejčastěji ze dřeva, někdy se však vyztužují ocelovými prvky.
Důležitým hlediskem pro výběr střešní nosné konstrukce jsou normy pro protipožární bezpečnost staveb, které stanovují stupně odolnosti proti ohni. Odolnost se vyjadřuje počtem minut, po které je konstrukce schopna odolávat plamenům, aniž by ztratila nosnost a stabilitu.

### Střešní plášť
Skladba střešního pláště je ovlivněna typem střechy (plochá nebo sklonitá), využitím podstřešního prostoru (nutná tepelná izolace), využitím prostoru nad střechou (pochozí plochá střecha, zelená střecha atd.).
Například u tepelně izolované sklonité střechy rodinného domu se často vyskytuje následující skladba:
- paronepropustná fólie
- krokve vyplněné minerální izolací
- latě
- pojistná hydroizolace
- kontralatě
- střešní krytina

Střešní plášť plochých střech tvoří poměrně složitý systém, který může obsahovat:
- provozní vrstvu – vrstva při vnějším povrchu střešního pláště umožňující provozní využití střechy
- hydroizolační vrstvu – vodotěsná izolace chránící podstřešní prostory a vrstvy střešního pláště, které jsou pod ní, před atmosférickými vlivy, případně před provozní či technologickou vodou. Bližší označení se volí podle funkce a konstrukce či polohy ve střeše (např. hlavní hydroizolační vrstva, pojistná hydro izolační vrstva či provizorní hydroizolační vrstva). Jako hydroizolace lze použít asfaltové pásy, syntetické fólie, kovové plechy nebo stěrkové a stříkané hydroizolace. Veškeré spoje musí být vodotěsné
- roznášecí vrstvu – zajišťuje roznesení zatížení z provozu střešního pláště. Měla by být co nejlehčí, aby zbytečně nezatěžovala nosnou konstrukci
- separační vrstvu – odděluje dvě vrstvy střešního pláště z výrobních, mechanických, chemických či jiných důvodů
- tepelněizolační vrstvu – omezuje nežádoucí tepelné ztráty či tepelné zisky objektů
- parotěsnou vrstvu – omezuje či zamezuje pronikání vodní páry z vnitřního prostředí do střešního pláště. Jako parotěsnou zábranu lze použít asfaltové pásy, syntetické fólie, kovové plechy nebo nátěry a stěrky v různých bázích
- spádovou vrstvu – vytvářející potřebný sklon následujících vrstev střešního pláště. Měla by být co nejlehčí, aby zbytečně nezatěžovala nosnou konstrukci
- nosnou konstrukci střechy – přenáší zatížení od jednoho či několika střešních plášťů, doplňkových konstrukcí, vody, sněhu, větru, provozu apod. do ostatních nosných částí objektu

## Rozdělení střech
Střechy lze dělit podle jejich tvaru, sklonu, počtu plášťů či funkce typu střešní krytiny.

### Podle počtu plášťů
Střechy lze rozdělit na
- jednoplášťové – většina střech na obytných budovách
- víceplášťové – většinou dvouplášťové; používají se na větších veřejných či účelových stavbách; svrchní vrstva zpravidla plní funkci ochrannou a hydroizolační, vnitřní vrstva (nad stropem) je tepelně izolační; prostor mezi vrstvami je odvětráván a může být přístupný pro kontrolu stavu; někdy se využívá jako nenáročný odkládací prostor (půda)

### Podle sklonu
Podle sklonu Archivováno 15. 1. 2020 na Wayback Machine. dělíme střechy na
- ploché – sklon střešních rovin 0–5°
- šikmé – sklon do 45°
- strmé – sklon nad 45°

Pro šikmé a strmé střechy se používá souhrnný název sklonité střechy. Sklon střechy se někdy uvádí také v procentech, v takovém případě je třeba použít převodní tabulku Archivováno 15. 1. 2020 na Wayback Machine..

### Názvy hlavních částí sklonité střechy

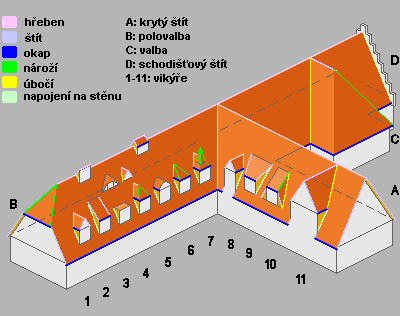
Schéma částí střechy

- Krov je nosná konstrukce střechy, nejčastěji složená z dřevěných nebo kovových nosníků.
- Hřeben (na obrázku vpravo růžově) je vodorovná průsečnice střešních ploch, od které střešní plochy sestupují.
- Nároží (zeleně) je sklonitá průsečnice, od níž střešní plochy sestupují.
- Úžlabí (žlutě) je sklonitá průsečnice, ke které střešní plochy sestupují.
- Štít (šedě) je sklonitý okraj střechy mezi hřebenem a okapem; též část svislé stěny pod tímto okrajem.
- Okap (modře) je nejnižší vodorovný okraj střešní plochy; nesprávně se tak označuje i žlab odvádějící ze střechy vodu.
- Valba (C) je sklonitá střešní plocha na kratší straně střechy, zabírá místo štítu.
- Polovalba (B) je sklonitá střešní plocha nad štítem.
- Vikýř (1–11) je krytý střešní výstupek se svislým oknem nebo toto okno samo.
- Střešní okno je okno vsazené do sklonité střešní roviny bez krytého výstupku.

### Podle typu střešní krytiny
Rozlišují se:
- plechové střechy
- střechy z pálených nebo betonových tašek
- šindelové střechy
- doškové střechy
- střechy z vláknocementových šablon
- plastové střechy

## Typy střech

### Nejběžnější typy sklonitých střech
| Trojrozměrné schema | Půdorysné schema                      | Popis |
| ------------------- | ------------------------------------- | --- |
| Pultová střecha     |                                       | Pultová střecha má jen jednu střešní rovinu s hřebenem a okapem a tři štíty (dva boční a hřebenový). Používá se především na stavby na hranici pozemku, na přístavky, na části činžovních domů přiléhající podélně k sousedním domům a v ekologické architektuře na tzv. aktivní solární domy. |
| Sedlová střecha     | Křížová střecha · Polokřížová střecha | Sedlová střecha je historicky nejběžnější typ střechy používaný v Česku; je velmi rozšířena v řadové zástavbě rodinných i bytových domů. Má dvě střešní roviny s přímočarým hřebenem, dvěma okapy a dvěma štíty. Variantami jsou střecha křížová a polokřížová (vznikají pronikem dvou sedlových střech se stejnou výškou hřebene), používané na stavbách složitějšího půdorysu.                                                            |
| Valbová střecha     |                                       | Valbová střecha se od sedlové liší tím, že má na obou koncích místo štítů šikmé střešní roviny čili valby. Okapy sedlových i valbových rovin jsou ve stejné výškové úrovni. Tento typ střechy se používá u volně stojících budov obdélného půdorysu. Podobně jako sedlová může se valbami doplnit i mansardová střecha. Valba nemusí být na obou stranách.                                                                                  |
|                     |                                       | Polovalbová střecha je zvláštní případ valbové střechy, kdy okap valbové roviny je výše než okap sedlové roviny. Budova tedy má štít, ale ten není vyzděn až ke hřebeni jako u sedlové střechy. |
| Stanová střecha     |                                       | Stanová střecha (někdy též jehlanová) má zpravidla čtyři střešní roviny, které se sbíhají do středového vrcholu a tvoří tak čtyř- nebo i víceboký jehlan. Používá se na samostatně stojících budovách přibližně čtvercového půdorysu. Jedná se o zvláštní případ valbové střechy |
| Mansardová střecha  |                                       | Mansardová střecha je variantou střechy sedlové; každá její polovina mezi hřebenem a okapem se skládá ze dvou střešních rovin odlišného sklonu. Vnitřní prostor pod touto střechou se nazývá mansarda (obytné podkroví); jméno jí dal francouzský architekt François Mansart. V současné době je rozšířena tzv. falešná mansardová střecha: jedná se o střechu sedlovou, kterou doplňuje mansardový obklad na svislé stěně horního podlaží. |
| Pilová střecha      |                                       | Pilová nebo také šedová střecha vzniká opakováním střech pultových nebo asymetrických sedlových; používala se historicky na rozlehlých továrních halách, dílnách apod.; svislé části střechy zároveň často sloužily jako světlíky. V současnosti se dává přednost střechám z předpjatých či lepených konstrukcí. |

### Střechy věží
Na věžích se používá:
- Střecha jehlová se strmým sklonem, na věžích kruhového půdorysu je to střecha kuželová nebo půlkuželová.
- Na některých věžích a na hvězdárnách se používá střecha cibulová.
- Báň je osově souměrná, často cibulovitá střecha se složitou konstrukcí krovu, používaná především na věžích kostelů
- Střecha dlátková – vysoká valbová s okosenými nárožími, známá z gotických a regotizovaných věží (Staroměstské mostecké věže)
- Střecha přilbová – tvar přílby, podobný zvonové, nahoře hrotitá
- Střecha routová – střecha románských věží kostelů, složená z ploch tvaru routy (kosočtverce)
- Střecha zvonová – půlkulovitá s vyhnutým spodním lemem

### Další typy střech
- Střecha lamelová – pohyblivé lamely nebo pergola
- Střecha motýlková – obrácená sedlová se středním odtokovým žlabem[3]
- Střecha skořepinová – moderní tenkostěnný železobeton (Město umění a věd ve Valencii)
- Střecha zavěšená – moderní s kovovou konstrukcí

### Valba
Použitím valby nebo polovalby vzniká střecha valbová či polovalbová; tato střecha může zároveň být buď sedlová, mansardová či pultová. Polovalbové sedlové střechy jsou běžné na lidových stavbách (chalupách) v řadě oblastí České republiky.
Střecha valbová vznikne tak, že se seřízne střecha sedlová na dvou protějších stranách, takže voda stéká na 4 strany. Střecha polovalbová vznikne obdobně jako střecha valbová, avšak okap polovaleb je umístěn výše než okap střechy sedlové. Podkroví mívá na stranách polovaleb zděné štíty nebo dřevěné lomenice.

### Ozeleněné střechy
Ploché nebo mírně sklonité střechy se mohou osadit zelenou vegetací, která plní estetickou, ekologickou a mikroklimatickou funkci. Ale jen pokud je dostatečná zálivka, jinak zelená střecha své okolí zahřívá. Na dokonalé hydroizolační a protikorozní vrstvě spočívá vrstva zeminy, jejíž tloušťka se odvíjí od uvažované vegetace a pohybuje se od cca 10 cm pro bylinný či travní pokryv až po cca 1 m pro dřeviny. Nosná konstrukce musí ovšem být dostatečně robustní, aby přidanou hmotnost zelené střechy unesla.
Běžná zelená střecha používá především rostliny nenáročné na údržbu a zálivku, např. netřesk střešní a rozličné traviny. Na střechách však mohou vznikat i celé zahrady a parky.

## Jiné střechy
Střechu ovšem kromě budov mají též vozidla, stany a podobně. Automobil se skládací střechou se nazývá kabriolet; některé automobily mají též střešní okno, hovorově šíbr.